# Bhupinder Singh
Bhupinder Singh (Patiala, 12 ottobre 1891 – Patiala, 23 marzo 1938) fu maharaja di Patiala dal 1900 al 1938.

## Biografia
Bhupinder Singh nacque al Palazzo di Moti Bagh a Patiala e venne educato all'Aitchison College. All'età di soli 9 anni, succedette come maharaja di Patiala alla morte di suo padre, il maharaja Rajinder Singh, il 9 novembre 1900. Un consiglio di reggenza governò de facto lo Stato in suo nome sino a quando egli non ottenne parziali poteri al compimento del suo diciottesimo compleanno, il 1º ottobre 1909, ed infine ottenendo la piena investitura dal Viceré d'India, Gilbert Elliot-Murray-Kynynmound, IV conte di Minto, il 3 novembre 1910.

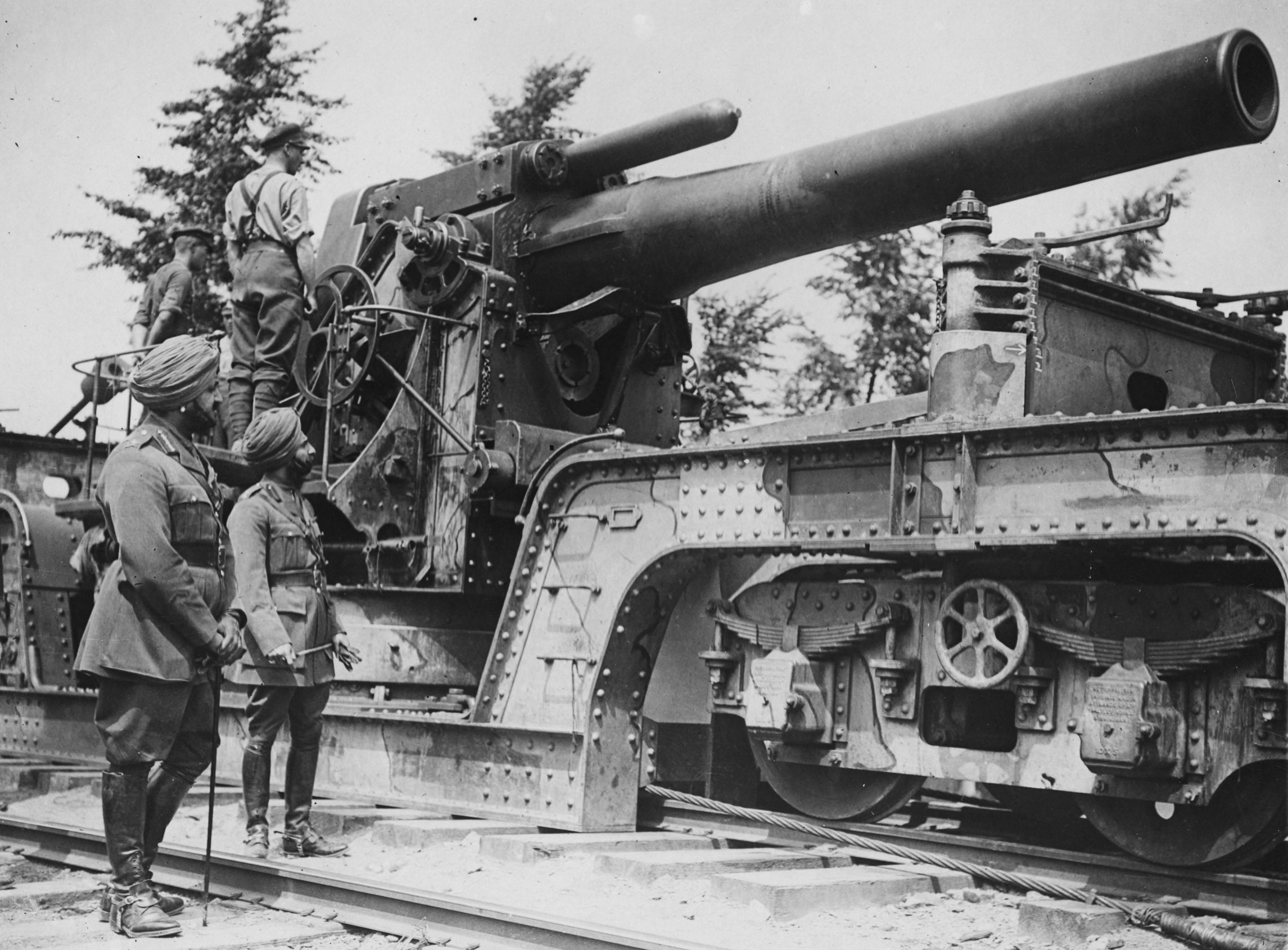
Il maharaja ispeziona un BL 12-inch Railway Howitzer in Francia nell'agosto del 1918

Prestò servizio come membro dello Staff Generale durante la prima guerra mondiale in Francia, Belgio, Italia e Palestina col grado di tenente colonnello onorario, venendo promosso maggiore generale onorario nel 1918 ed infine tenente generale onorario nel 1931. Rappresentò l'India alla Lega delle Nazioni nel 1925, e fu cancelliere della Camera dei Principi indiani per 10 anni dal 1926 al 1938, divenendo anche rappresentante alla Round Table Conference.
Il maharaja Bhupinder Singh fu il primo uomo in India ad acquistare un velivolo, acquistato dal governo del Regno Unito all'inizio del Novecento, facendo costruire appositamente per questo l'aeroporto di Patiala. Nel 1917 fondò la State Bank of Patiala. Fu il possessore del famoso "Patiala Necklace", un gioiello realizzato dalla famosa casa Cartier. Prestò servizio come cancelliere della Camera dei Principi indiani dal 1926 al 1931, introducendo senza sosta molte riforme nello Stato di Patiala. Egli divenne particolarmente noto per le molte costruzioni che eresse a Patiala, tra cui il Tempio di Kali ed il palazzo Chail View a Kandaghat come residenza estiva insieme al palazzo di Chail a Shimla.
Morì il 23 marzo 1938 lasciando il trono al primogenito.

### Attività sportiva
Noto sportivo, raggiunse i migliori risultati nel gioco del cricket edificando anche lo stadio alla maggior altitudine del mondo (2443 m nel 1893 a Chail). Sempre in ambito sportivo fu capitano della nazionale indiana di cricket che visitò l'Inghilterra nel 1912 e giocò 27 partite di First Class cricket tra il 1915 ed il 1937. Nella stagione 1926/27, giocò egli stesso come membro del Marylebone Cricket Club . Istituì il Ranji Trophy in onore di Kumar Shri Ranjitsinhji, Jam Sahib di Nawanagar.Venne scelto come capitano della nazionale nel 1932 durante un nuovo tour in Inghilterra, ma rinunciò all'incarico per ragioni di salute due settimane prima della partenza ed al suo posto venne prescelto il maharaja di Porbandar.
Fu anche un grande appassionato e giocatore di polo. Egli fu inoltre un eccezionale collezionista di medaglie, radunando la più ricca collezione del suo tempo.

### Matrimoni e figli
Bhupinder Singh, come membro di una famiglia sikh, si sposò con una moglie ma ebbe almeno 10 concubine e numerose consorti minori. Da queste unioni si stima siano nati circa 88 figli di cui 53 raggiunsero l'età adulta. Sua moglie, la maharani Bakhtawar Kaur offrì alla regina Mary un magnifico collare di smeraldi e diamanti durante il Delhi Durbar del 1911 per rimarcare la prima visita in India della regina imperatrice consorte.
- Maharani Sri Bakhtawar Kaur Sahiba (1892–1960). Figlia di Sardar Gurnam Singh, Sardar Bahadur di Sangrur, OBI. I due si sposarono nel 1908.